# L. Adrienne Cupples
Laura Adrienne Cupples (* 1944 oder 1945; † 13. Januar 2022) war eine US-amerikanische Biostatistikerin und Epidemiologin. Sie war für über 25 Jahre leitend an der Framingham-Herz-Studie beteiligt.

## Ausbildung
Cupples studierte zunächst am Raymond College, danach absolvierte sie  ein Statistik-Studium an der Boston University, an der sie auch promovierte.

## Karriere
Cupples war Professorin für Epidemiologie an der School of Public Health der Boston University. Sie beschäftigte sich schwerpunktmäßig mit statistischen Methoden für epidemiologische Studien, der Analyse von Überlebensraten und der genetischen Epidemiologie. 30 Jahre lang bildete sie Studenten und Nachwuchsforscher in diesem Bereich aus, sie entwickelte Biostatistik-Curricula und wurde für ihre akademische Lehre vielfach ausgezeichnet. Sie forschte über einen Zeitraum von mehr als 30 Jahren im Rahmen der Framingham-Herz-Studie über eine Vielzahl von Risiken für den plötzlichen Herztod, Ernährungs-Epidemiologie und zuletzt insbesondere genetische Ursachen für Herz-Kreislauf-Erkrankungen. Sie war eine der Forschungsleiterinnen der NHLBI-Interventionsstudie und Mitleiterin des Framingham Genetics Steering Committees.
Lange Zeit beschäftigte sie sich auch mit den genetischen Ursachen der Alzheimer-Krankheit (MIRAGE- und REVEAL-Studie) und der Chorea Huntington. Cupples starb am 13. Januar 2022 im Alter von 77 Jahren.

## Ehrungen
- 1995 Norman Scotch Award for Excellence in Teaching der Boston University School of Public Health[3]
- 2006 Gastprofessur an der University of Leeds
- 2007 Gastprofessur an der National University of Singapore: Visiting Professor
- 2010 Janet L. Norwood Award for Outstanding Achievement by a Woman in the Statistical Sciences der University of Alabama
- 2010 Faculty Career Award in Research & Scholarship der Boston University School of Public Health
- 2012 Erstverleihung des L. Adrienne Cupples Award for Excellence in Teaching, Research, and Service in Biostatistics Boston University, School of Public Health
- 2014 Auszeichnung als Richard Remington Lecturer durch die American Heart Association
- 2017 International Genetic Epidemiology Society Leadership Award der International Genetic Epidemiology Society

## Veröffentlichungen (Auswahl)
- mit Fisher V. et al.: Genetic fine mapping with functional annotation Hum Mol Genet. 24. Juli 2021
- mit Sarnowski C. et al.: Identification of novel and rare variants associated with handgrip strength using whole genome sequence data from the NHLBI Trans-Omics in Precision Medicine (TOPMed) Program PLoS One. 2021
- mit Feofanova E.V. et al.: Exome sequence association study of levels and longitudinal change of cardiovascular risk factor phenotypes in European Americans and African Americans from the Atherosclerosis Risk in Communities Study Genet Epidemiol. 24. Juni 2021
- mit Keramati A.R. et al.: Genome sequencing unveils a regulatory landscape of platelet reactivity Nat Commun. 15. Juni 2021
- mit Sofer T. et al.: Variant-specific inflation factors for assessing population stratification at the phenotypic variance level Nat Commun. 9. Juni 2021
- mit Kwong A.M. et al.: Robust, flexible, and scalable tests for Hardy-Weinberg equilibrium across diverse ancestries Genetics. 17. Mai 2021
- mit Liu C.T. et al.: Genetic variants modify the associations of concentrations of methylmalonic acid, vitamin B-12, vitamin B-6, and folate with bone mineral density Am J Clin Nutr. 8. Mai 2021
- mit Stilp A.M. et al.: A System for Phenotype Harmonization in the NHLBI Trans-Omics for Precision Medicine (TOPMed) Program Am J Epidemiol. 16. April 2021
- mit Natarajan P. et al.: Chromosome Xq23 is associated with lower atherogenic lipid concentrations and favorable cardiometabolic indices Nat Commun. 12. April 2021
- mit Graff M. et al.: Discovery and fine-mapping of height loci via high-density imputation of GWASs in individuals of African ancestry Am J Hum Genet. 1. April 2021[3]